# Вакуум
Във физиката и в ежедневната употреба вакуум е отсъствието на вещество в определен обем от пространството. Думата идва от латински – vacuum (pl. vacua) и означава празно пространство. Колкото и да е „празно“ едно пространство обаче, абсолютен вакуум няма, затова се говори за различни степени на вакуум. Понятието вакуум се прилага, когато налягането е значително по-ниско от атмосферното налягане.
При равни други условия, по-ниско налягане на газа означава по-високо качество вакуум. Например, една типична прахосмукачка произвежда достатъчно засмукване, за да намали налягането на въздуха с около 20% Ултрависоки вакуумни камери често срещани в химията, физиката и инженерните науки, работят под 1/1000000000000 (10  -12 ) на атмосферното налягане, и може да достигнат ≈ 100 частици / cm  3 . Самият космос е с още по-високо качество на вакуума, еквивалентно на само няколко атома водород на кубичен метър средно. Въпреки това, дори и ако всеки един атом и частица могат да бъде извадени от даден обем, той все още не е „празен“ поради вакуумни флуктуации, тъмна енергия, както и други явления в квантовата физика.
Вакуумът е честа тема на философски дебати от страна на древногръцките философи, но не е проучен емпирично до 17 век. Еванджелиста Торичели произвежда първата вакуумна лаборатория през 1643 г., както и други експериментални техники в резултат на своите теории за атмосферното налягане.
Вакуумът става ценен инструмент за индустрията през 20 век с въвеждането на лампите с нажежаема жичка и вакуумните тръби, както и широка гама от вакуумни технологии, които възникват впоследствие. Последвалото развитие на пилотирани космически полети предизвика интерес към въздействието на вакуума върху човешкото здраве и на други форми на живот като цяло.

## Единици за налягане
Инженерите измерват степента на вакуум с единици за налягане. В SI единицата е паскал (съкратено Pa), но по-често вакуумът се измерва в милиметри живачен стълб (mmHg) или torr, като 1 mmHg или 1 torr е равен на 133,3223684 Ра. Често се използват и барометрични единици или проценти от атмосферното налягане.

## Степени на вакуум
Определени са следните степени на вакуум според налягането:
| Степен на вакуум   | Налягане (Torr)        | Налягане (Pa)      | Молекули на cm³ | Свободен пробег на молекулите |
| ------------------ | ---------------------- | ------------------ | --------------- | ----------------------------- |
| Нисък вакуум       | 760 до 25 Torr         | 100 kPa до 3,3 kPa | 1019 – 1016     | 0,1 – 100 μm                  |
| Среден вакуум      | 25 до 1×10-3 Torr      | 3,3 kPa до 130 mPa | 1016 – 1013     | 0,1 – 100 mm                  |
| Висок вакуум       | 1×10-3 до 1×10-6 Torr  | 130 mPa до 130 µPa | 1013 – 109      | 10 cm – 1 km                  |
| Много висок вакуум | 1×10-6 до 1×10-9 Torr  | 130 µPa до 130 nPa | 109 – 104       | 1 km – 105 km                 |
| Ултрависок вакуум  | 1×10-9 Torr и по-малко | 130 nPa и по-малко | <104            | >105 km                       |

## Идеален и частичен вакуум
Идеален вакуум е понятие, което се използва във физиката, но не може да се постигне в лаборатория, нито в далечния Космос, където при налягане от 10−14 Pa или 10−16 torr има само няколко водородни атома на кубичен сантиметър.
В съвременните съоръжения се счита, че в затворено пространство (наричано обикновено вакуумна камера) има вакуум, ако налягането на газовете в него е по-ниско от атмосферното (760 Torr или 101 kPa), или е силно понижено, така че да протече някакъв технологичен процес.
Физиците използват и понятието частичен вакуум за описание на неидеален вакуум. Пълното характеризиране на физическото състояние тогава включва и други физични величини като температура.

## Стойности на вакуума в различни практически случаи
- Атмосферно налягане = варира, но за изчисления се приема 101,325  kPa (760 Torr) или 760 mm живачен стълб
- Степен на засмукване от обикновена прахосмукачка = приблизително 80 kPa (600 Torr)
- Механична вакуумна помпа = приблизително 100 Pa до 100 μPa (1 Torr до 10−6 Torr)
- В Космоса в близост до Земята = приблизително 100 μPa (10−6 Torr)
- Криопомпа – използва се например в камера за молекулярно-лъчева епитаксия = 100 nPa до 1 nPa (10−9 Torr до 10−11 Torr)
- На Луната = приблизително 1 nPa (10−11 Torr)
- Междузвездно пространство = приблизително 1 fPa (10−17 Torr)

С намаляване на газовото налягане расте средният свободен пробег на газовите молекули. Когато той надвиши размера на камерата, помпата, космическия кораб вече не важат предположенията на механиката на флуидите. Това състояние се нарича висок вакуум, и изучаването на потоците флуид в този режим се нарича газова динамика на частици.
В междупланетното и междузвездното пространство налягането на газа е незначително в сравнение със слънчевото налягане, слънчевия вятър и динамичното налягане, затова астрофизиците предпочитат да използват единици за плътност – частици на кубичен метър.

## Създаване на вакуум
Според закона на Бойл-Мариот отношението между обема и налягането в затворен съд е обратнопропорционално. За да се получи вакуум трябва да се намали налягането, което става чрез увеличаване на обема на съда. Този физичен принцип седи в основата на дишането при сухоземните животни. При вдишване мускули разширяват гръдния кош и създават намалено налягане (частичен вакуум), при което външният въздух нахлува, за да изравни налягането. Намаленото налягане в гръдния кош може да се използва и за засмукване на течности, например пиене със сламка.
Намаляване на налягането механично се постига чрез многократното увеличаване на обема и намаляване на налягането. На такъв принцип действат повечето механични вакуумни помпи. Вътре в помпата има изолиран цилиндър, чийто обем се разширява механично от бутало и налягането в него намалява. Поради създадената разлика в наляганията известна част от газа в камерата за изпомпване навлиза в разширения обем на цилиндъра, след което връзката с камерата се затваря от входящия клапан. При следващия ход на буталото то се свива, изходящия клапан се отваря към атмосферата и изхвърля газа. След това процесът се повтаря до достигане на желаното налягане. На практика този метод не се прилага самостоятелно, когато е необходим вакуум за някакъв сложен технологичен процес. В такъв случай се използва и допълнителна дифузионна помпа, която създава дълбок вакуум.

## Космическо пространство
Космическото пространство има много ниски плътност и налягане, поради което неговият най-близък физичен аналог е идеалният вакуум. Въпреки това, никой вакуум не е идеален, дори и този в междузвездното пространство, където все още могат да се намерят няколко водородни атома на кубичен метър.
Звездите, планетите и спътниците поддържат атмосферите си благодарение на гравитационното си привличане, поради което въпросните атмосфери нямат строго определени граници – плътността на атмосферния газ просто намалява с отдалечаване от обекта. Земното атмосферно налягане спада до около 3,2×10−2 Pa на надморска височина 100 km, – т. нар. линия на Карман, която често се приема за граница с космическото пространство. Отвъд тази линия, изотропичното газово налягане бързо става незначително в сравнение с радиационното налягане от Слънцето и динамичното налягане на слънчевия вятър, поради което определянето на налягането там става сложна задача. Термосферата в тази област има голям градиент на налягане, температура и състав, а освен това е и много променлива и податлива на космическите условия.

## В квантовата механика
В квантовата механика и квантовата теория на полето вакуумът се дефинира като състоянието (т.е. решението на уравненията на теорията) с най-ниска възможна енергия. Това е състояние без материални частици, но също и без фотони, гравитони и т.н. То не може да бъде получено експериментално – дори ако по някакъв начин всяка материална частица бъде отстранена от даден обем, би било невъзможно да се елиминират всички фотони.
Това хипотетично вакуумно състояние има интересни и сложни свойства. Например, в него съществуват вакуумни флуктуации – виртуални частици, които постоянно възникват и изчезват. То има и крайна енергия, наричана енергия на вакуума. Вакуумните флуктуации са съществен елемент от квантовата теория на полета. Сред техните най-видими ефекти са ефектът на Казимир и отместването на Ламб.
Квантовата теория допуска съществуването на повече от едно възможно вакуумно състояние. Смята се, че началото и края на космологичната инфлация се дължат на преходи между различни вакуумни състояния. В теориите, изведени чрез квантоване на класическа теория, всеки локален екстремум на енергията на конфигурационното пространство поражда единствено вакуумно състояние. Теорията на струните допуска голям брой вакуумни състояния, т.нар. ландшафт на теорията на струните.